# بايكالسك
بايكالسك (بالروسية: Байкальск) هي إحدى مدن روسيا في الكيان الفدرالي الروسي إركوتسك أوبلاست.